# Tonja Buford-Bailey
Tonja Yvette Buford-Bailey (Dayton, 13 dicembre 1970) è un'ex ostacolista statunitense.

## Palmarès

### Giochi olimpici
- 1 medaglia:
  - 1 bronzo (Atlanta 1996 nei 400 m ostacoli)

### Mondiali
- 1 medaglia:
  - 1 argento (Göteborg 1995 nei 400 m ostacoli)